# Joseph-Pierre Pétrequin
Joseph-Pierre Pétrequin (26 juin 1809-2 juin 1876) est l’un des vingt-quatre chirurgiens français qui occupèrent le poste éminent de chirurgien-major de l’Hôtel-Dieu de Lyon.

## Biographie
Joseph Pierre Eléonord Pétrequin est né le 26 juin 1809 à Villeurbanne, près de Lyon. Son père était adjudicataire des domaines de la Part Dieu et de la Tête d'Or. L’orthographe de son prénom — Éléonord avec un d — est bien conforme à l’acte qui figure dans les registres d'état civil de Villeurbanne.
Après avoir obtenu les baccalauréats ès lettres et ès sciences, il commence ses études de médecine à Lyon et est reçu au concours d’internat en 1829 ; après un court séjour à Paris, il prend possession de son poste de 1831.
Reçu docteur en médecine en août 1835 à Paris, il reste dans la capitale afin de se perfectionner dans le service des grands maîtres et en particulier dans le service d’Alfred Velpeau à la Pitié.
C'est en avril 1837 qu’il est reçu au concours tant convoité de chirurgien-major de l’Hôtel-Dieu de Lyon ; il prend ses fonctions d’aide major le 1er janvier 1838 alors qu'Amédée Bonnet commençait son majorat.
Chirurgien-major à compter du 1er janvier 1844, il était depuis novembre 1843 professeur-adjoint de clinique chirurgicale. Il reçoit cette même année la médaille d'or de la société de médecine de Bordeaux. Suivant l’usage, il rend compte publiquement, le 29 décembre 1849, de sa pratique chirurgicale : pendant son majorat, il fait plus de 2 000 opérations ; il se réjouit d’avoir assisté à la grande révolution produite par la mise au point de l’anesthésie et d’avoir pu montrer la supériorité de l’éther sur le chloroforme.
En 1852, il a la grande joie d’être élu membre titulaire de l’Académie des Sciences, Belles-Lettres et Arts de Lyon, dont il sera Président en 1859 et deviendra membre émérite en 1871. En 1862, il est élu également Président de la Société nationale de médecine et des sciences médicales de Lyon. Il était, par ailleurs, membre honoraire de très nombreuses sociétés savantes dont l’Académie Royale de Médecine belge et correspondant national de la Société de Chirurgie, membre de l'Académie nationale de chirurgie et de l'Association lyonnaise des amis des sciences naturelles (1874). Il est élu le 29 juillet 1852 à l'Académie des sciences, belles-lettres et arts de Savoie, avec pour titre académique Correspondant.
En 1854, il est nommé professeur de pathologie chirurgicale et de médecine opératoire, poste qu’il occupera jusqu’en 1873. Élevé au rang de chevalier de la Légion d’Honneur en août 1855, il sera fait officier de l’instruction publique pour services rendus à l’enseignement en 1873.
C'est sur son initiative, en 1863, que l'ensemble des Sociétés Savantes de Lyon alerte le ministre de l'instruction Publique, Victor Duruy, pour la transformation de l'École préparatoire de médecine en faculté de plein exercice ; il n'aura de cesse, jusqu'à sa mort, de défendre cette cause ; ce n'est qu'en 1877 que la Faculté de Médecine de Lyon voit le jour.
Marié en 1849 à Adélaïde Sargnon, il a de cette union deux enfants, Louis-Éléonor (1810-1877) et Jeanne (1851-1877).
Il meurt le 2 juin 1876 dans sa propriété de Fontaines-sur-Saône ; il est inhumé au cimetière de Loyasse. Une rue de Lyon, derrière la gare des Brotteaux, porte désormais son nom.

## Publications
Le début de son majorat fut marqué par la publication du « Traité d’Anatomie topographique médico chirurgicale » (Baillère 1844).
En 1845, il publie un « Essai sur l’Histoire chirurgicale de l’Hôtel-Dieu de Lyon, depuis sa fondation jusqu’à nos jours ».
En 1859 et en collaboration avec le Dr Soquet, médecin de l'Hôtel-Dieu, il donnera un « Traité général de pratique des eaux minérales de la France et de l’étranger » : dans ce domaine, Pétrequin fut un précurseur en lançant l’hydrologie médicale dans une voie nouvelle.
En 1873, il publie un ouvrage de plus de 500 pages « Nouveaux mélanges de Chirurgie et de Médecine » comprenant des travaux sur la pathologie de l’oreille, l’hydrologie médicale et l’hygiène publique.
C’est deux ans après sa mort, que parut l’œuvre principale de sa vie « La Chirurgie d'Hippocrate » : cet ouvrage en deux volumes de plus de 1200 pages a démontré qu'Hippocrate est certes le père de la médecine mais également un grand chirurgien et que ces observations avaient été injustement oubliées.